# Gilotia perroti
Gilotia perroti is een keversoort uit de familie schijnboktorren (Oedemeridae). De wetenschappelijke naam van de soort is voor het eerst geldig gepubliceerd in 1968 door Pardo-Alcaide.